# Луб'янці
Луб'янці́ — село у Синельниківському районі Дніпропетровської області. Входить до складу Васильківської селищної громади. Населення становить 17 осіб. До 2018 року орган місцевого самоврядування — Письменська селищна рада.

## Історія
12 червня 2020 року, відповідно до розпорядження Кабінету Міністрів України № 709-р від «Про визначення адміністративних центрів та затвердження територій територіальних громад Дніпропетровської області», увійшло до складу Васильківської селищної громади.
19 липня 2020 року, в результаті адміністративно-територіальної реформи і ліквідації Васильківського району, село увійшло до складу новоутвореного Синельниківського району.

## Географія
Село Луб'янці розташоване на заході Синельниківського району. На півдні межує з селом Шевченківське, на сході з селом Іванівське, на півночі з селом Андріївка та на заході з селом Новочернігівське. У селі бере початок Балка Тенетівська.